# NATS Messaging
NATS est un projet à code source ouvert d'agent de messages (parfois appelé middleware orienté message ). Le serveur NATS est écrit dans le langage Go. Des bibliothèques clientes pour s'interfacer avec le serveur sont disponibles pour plusieurs des langages de programmation, dont les plus courants. NATS est conçu avec les buts suivants : les performances, la scalabilité et la facilité d'utilisation.

## Histoire
NATS a été développé à l'origine par Derek Collison, écrit en Ruby, en tant que plan de contrôle de messagerie pour Cloud Foundry. NATS a ensuite été porté en Langage Go.
Synadia développe et fournit un support sur NATS désormais. 

## Description
Le code source est publié sous la licence Apache 2.0.
NATS se compose de :
- NATS Server - Le serveur principal de publication-abonnement pour NATS.
- Bibliothèques clientes pour plusieurs langages de programmation
- Un framework de connecteur - un framework Java enfichable pour connecter NATS et d'autres services. NATS est un projet CNCF qui s'intègre avec Kubernetes et Prometheus[3].

Les frameworks de microservices tels que Micro, Mainflux ou Hemera s'appuient sur NATS pour leurs échanges de messages.

## Exemple
Ci-dessous un exemple de connexion via telnet au site de démonstration demo.nats.io:
```
telnet
 
demo.nats.io
 
4222

Trying
 
107
.170.221.32...
Connected
 
to
 
demo.nats.io.
Escape
 
character
 
is
 
'^]'
.
INFO
 
{
"server_id"
:
"NCQT422SSCIX5RPBUUIMNRZQOFC3SRIDIPOUB6CK264YTPOXDBMUYYB4"
,
"server_name"
:
"DEMO"
,
"version"
:
"2.6.0"
,
"proto"
:1,
"git_commit"
:
"e49eb66"
,
"go"
:
"go1.16.7"
,
"host"
:
"0.0.0.0"
,
"port"
:4222,
"headers"
:true,
"max_payload"
:1048576,
"client_id"
:711310,
"client_ip"
:
"24.55.21.255"
}

```